# خيرك (إرم)
خيرك (بالفارسية: خیرک) هي قرية تقع في إيران في قسم إرم الريفي. يقدر عدد سكانها بـ 251 نسمة بحسب إحصاء 2016.